# Alvania gradata
Alvania gradata är en snäckart som först beskrevs av Orbigny 1842.  Alvania gradata ingår i släktet Alvania och familjen Rissoidae. Inga underarter finns listade i Catalogue of Life.